# Инукаи, Цуёси
Цуёси Инукаи (яп. 犬養毅; 4 июня 1855, Окаяма — 15 мая 1932, Токио) — японский политик либерального толка, член парламента, глава партии Риккэн Сэйюкай с 1929 года и премьер-министр Японии с 13 декабря 1931 по 15 мая 1932 года.

## Биография
Инукаи происходил из самурайской семьи консервативных взглядов из княжества Нивасэ в провинции Окаяма. В 1876 году Инукаи отправился в Токио, получил работу в газете Hōchi и стал изучать философские и социально-политические западные науки под наставничеством Фукудзавы Юкити. При поддержке Фукудзавы Инукаи основал финансовую газету «Tokai». Через своего бизнес-партнёра получил тесные связи с дзайбацу Мицубиси, которые помогали ему на протяжении всей политической карьеры.
В 1882 году Инукаи участвовал в создании Партии конституционных реформ (Риккэн кайсинто). Через четыре года от этой партии он баллотировался в городское собрание Токио. В 1890 году Инукаи стал депутатом Палаты представителей от Окаямы и сохранял этот пост до своей смерти. С этого времени он стал играть важную роль в политической жизни Японии. В 1898 году Инукаи стал министром образования Японии. В 1913 году он возглавил оппозицию непопулярному в народе правительству бывшего генерала Кацура Таро, в результате чего тот вынужден был оставить пост премьер-министра.
В начале XX века Инукаи, находясь в оппозиции, активно сотрудничал с китайскими националистами и революционерами, в частности с Сунь Ятсеном. Он глубоко уважал китайскую культуру, поддерживал идею сотрудничества Китая и Японии и паназиатизма. В 1922 году Инукаи организовал новую партию Реформаторский клуб (Какусин курабу), через год вновь стал членом правительства, возглавив министерство связи. С возвращением в правительство он стал ставить национальные интересы выше личных симпатий и выступал в поддержку японского империализма.
В 1924 году его партия объединилась с Друзьями конституционного правительства (Риккэн Сэйюкай), крупнейшей на тот момент политической партией Японии. Хотя в 70-летнем возрасте Инукаи хотел уйти из активной политической жизни, его уговорили остаться и в 1929 году избрали председателем партии.
В декабре 1931 года, вскоре после поддержанной им интервенции в Маньчжурию, Инукаи стал премьер-министром Японии. Его правительство в условиях экономического кризиса отказалось от золотого стандарта и пыталось стабилизировать экономику. Вместе с тем Инукаи противостоял попыткам военных укрепиться во власти, старался сдерживать военную кампанию в Маньчжурии и планировал, используя свои связи с китайскими политиками, найти дипломатическое решение японо-китайского конфликта. Однако 15 мая 1932 года он был застрелен при попытке военного переворота, которую предприняла группа правых офицеров Императорского флота Японии.